# Соснівка (Синельниківський район)
Сосні́вка (МФА: [soˈsɲiu̯kɐ] ( прослухати)) — село в Україні, в Синельниківському районі Дніпропетровської області. Входить до складу Великомихайлівської сільської громади. Населення становить 206 осіб.

## Географія
Село Соснівка знаходиться на лівому березі річки Ворона, вище за течією на відстані 0,5 км розташоване село Хороше, нижче за течією на відстані 3 км розташоване село Орестопіль.

## Історія
- 1783 — дата заснування як села Зубкове.
- 1921 — перейменоване в село Соснівка.
- До 2016 року було у складі Великомихайлівської сільської ради.
- 12 червня 2020 року, відповідно до розпорядження Кабінету Міністрів України № 709-р від «Про визначення адміністративних центрів та затвердження територій територіальних громад Дніпропетровської області», увійшло до складу Великомихайлівської сільської громади[1].
- 19 липня 2020 року, в результаті адміністративно-територіальної реформи та ліквідації Покровського району, село увійшло до складу новоутвореного Синельниківського району[2].

## Населення

### Мова
Розподіл населення за рідною мовою за даними перепису 2001 року:
| Мова       | Кількість | Відсоток |
| ---------- | --------- | -------- |
| українська | 197       | 95.63%   |
| російська  | 9         | 4.37%    |
| Усього     | 206       | 100%     |